# 水平線まで何マイル?
『水平線まで何マイル? -Deep Blue Sky & Pure White Wings-』は、2008年8月29日にABHARより発売された18禁恋愛アドベンチャーゲームである。
2009年4月24日にはファンディスク『すまいるCubic! -水平線まで何マイル? アフター&アナザーストーリーズ-』、2012年12月20日にはアルケミストよりPlayStation Portable版『水平線まで何マイル? -ORIGINAL FLIGHT-』が発売された。
美少女ゲームアワード2008・ニューブランド賞で金賞を、グラフィック賞・プロモーション賞で優秀賞を受賞した。

## 概要
活動実績の無い部活に所属する主人公やヒロイン達が、生徒会からの解散命令をきっかけに、部の存続を賭けてモーターグライダーコンテストへ出場しようとする物語である。
ABHARブランドの第1作。プロダクトマネージャーの森澤由菜によれば、ブランドカラーを定義する第1作のキーワードとして鳥人間コンテストを挙げ、グライダーやパイロット関係の知人から情報を得られたことから部活でグライダーを飛ばす作品企画となった。また「夏、海、青空を美しく描きたい」「魔法や超能力などに頼らない」という方針から作品の時間軸を近未来とし、電池技術が進んでモーター革命が起き、スカイスポーツが一般的になっている世界観となった。なお本作品の内浜市や内浜学園などの舞台設定は、『失われた未来を求めて』へ引き継がれている。
作中の画面表示は、アドベンチャーゲームで一般的な画面下部にテキストを表示する形式と、画面右半分に表示するビジュアルノベル形式とが併用されている。またテキスト中の赤色の単語をクリックすると、用語解説の「エンサイクロペディア」画面が開く。
ファンディスク『すまいるCubic!』では、本編で声のみの出演だった千鳥水面を新規ヒロインとしたストーリーが追加された。千鳥水面のキャラクター原案は、声を当てた成瀬未亜自身がデザインした。また、他の5人のヒロインのアフターストーリー・本編に『すまいるCubic!』のシナリオを追加するアペンドデータも収録されている。
コンシューマー移植されたPSP版では、『すまいるCubic!』のストーリーの他、新規ヒロイン・香椎真澄のストーリーが追加された。

## ストーリー
水平線まで何マイル?
内浜学園生の平山空太は、活動の実体がないうえに数々の問題行動を惹き起こすことで悪名高い「宇宙科学会」に所属し、のんびりした学園生活を送っていた。しかし中央執行委員会から解散命令が出て状況が一変。会長の沙夜子の鶴の一声で、会の存続のために「純電気飛行コンテスト」への出場を目指すことになってしまう。まずは学内のライバル・航空部との予選会に向け、空太達はモーターグライダーを作り始める。
すまいるCubic!
本編ではサブキャラクターだった千鳥水面の攻略ストーリー、本編の各ヒロインルートのアフターストーリーやアナザーストーリーが収録されている。

## 登場人物
（出典：）
※声の表記はPC版 / PSP版の順。

### 主人公
平山 空太（ひらやま そらた）
T180
本作品の主人公。内浜学園2年生。宇宙科学会所属。面倒事は避けたがる性格で、1年生時に沙夜子に強引に引きずられるように宇宙科学会に入部したが、流されるままのんびり遊んで過ごしていた。解散命令を撤回させるために「純電気飛行コンテスト」へ挑戦することになってしまい、嫌々ながらもグライダー製作（主として雑用担当・手の足りないところに加わる遊軍的立場）に奔走することになる。突出した才能こそないものの、本気になって取り組めば何をやらせても水準以上の仕事をこなせるなど潜在能力は高い。製作作業は内浜市の海沿いにある学園旧校舎で行われているため、放課後は電車に乗って内浜市へ通う毎日。

### ヒロイン
宮前 朋夏（みやまえ ともか）
声 - ありす / あおきさやか
3月1日生まれ T157 B79/W58/H83
2年生。宇宙科学会所属。いつも明るく元気でパワフル。中学時代は器械体操でオリンピック強化選手に選ばれたこともあり、スポーツ全般を得意とする。反面勉強は苦手であり、試験は赤点スレスレ・課題は提出日ギリギリまで終わらないなど常に苦しんでいる。空太とは10年以上の腐れ縁となる幼馴染みで、何でもポンポン言い合う仲。宇宙科学会にも空太が入部したことを知って興味を持ち、後を追って入部した。大雑把なところもあり、料理の腕などにも反映されているようである（カレーなど大鍋で作る類の料理は上手だが、少人数分の料理になると途端に味が落ちるという）。小柄な体格と身体能力の高さからグライダーのパイロットとなり、日々体力トレーニングを積んでいる。
名香野 陽向（なかの ひなた）
声 - 雛見風香 / 生天目仁美
6月15日生まれ  T162 B83/W59/H86
3年生。中央執行委員会の委員長（いわゆる生徒会長）。文武両道に優れ、実務能力の高さと真面目な性格から学生達に信頼されているが、他人に任せず何でも自分で抱え込んでしまう傾向がある。活動実績が無いうえに問題ばかり起こす宇宙科学会へ解散命令を言い渡す。モーターグライダー関連の資格を多く持っており、メカニックとしても優秀なことから空太や湖景に頼み込まれて立場を切り離した個人として協力することになる。他人に厳しく・自分にはもっと厳しくがモットーだがお人好しな面もあり、宇宙科学会の面々の懇願に負けたのもその性格故である。転勤族である父親について日本中を引っ越しで回っていたため、豊富な人脈を持っている。
津屋崎 湖景（つやざき こかげ）
声 - 五行なずな / 小野涼子
7月1日生まれ  T158 B76/W55/H82
1年生。宇宙科学会所属。内気だが生真面目で芯は強い。宇宙科学会には空太同様沙夜子に拉致同然に部室へ連れ込まれ、そのまま入部させられた。学会内ではみんなのマスコットとして可愛がられ、特に空太にはよく頭をなでられている。クラス内でも人気は高いようだが、男子の間では告白しないよう紳士協定が結ばれているという。コンピュータソフトウェアに関して高い技術力を持ち、グライダーの組立作業や制御系ソフト、シミュレーションなどを担当する。学業を含め総じて優秀だが料理の腕は壊滅的にひどく、本選へ向けた合宿中に、宇宙科学会史上に語り継がれると言われた出来事・「ストロガノフの惨劇」を惹き起こしてしまう。
古賀 沙夜子（こが さよこ）
声 - 木村あやか / いのくちゆか
7月1日生まれ  T166 B90/W60/H88
3年生。宇宙科学会会長。あらゆる能力に恵まれた天才だが、気まぐれかつマイペースで何を考えているかわからず、良くも悪くも学内の有名人。宇宙科学会でも面倒事は全部空太に押しつけ、（主として自分が）楽しく遊ぶために部員達を振り回してきた。解散命令の一因となった不祥事の数々も全て彼女の発案である。執行委員会からの解散命令にも動じず「純電気飛行コンテスト」参加のアイデアを持ち込み、巧みな交渉術で条件付きながら了解を取り付けてしまう。グライダー製作では渉外活動や物品手配などを含めた総指揮を担当する。
花見 麻里矢（はなみ まりや）
※作中では名は「マーリャ」と呼ばれている。
声 - 安玖深音 / 後藤麻衣
11月1日生まれ  T154 B78/W53/H76
2年生。スラブ系クォーターで銀髪（通りかかった彼女の容姿について空太がつい口に出してしまったことで最悪と言っていい初対面になった）。航空競技大会で全国上位の常連であり、例年50人前後の部員を擁する航空部で部長を務める。グライダー競技界ではトップクラスの選手として有名な存在。航空機に関する能力全般が高いが、特にパイロットとしての技量は卓越している。極度の真面目さやストイックさ故に部内ではやや孤立気味。宇宙科学会とはコンテスト出場を目指すライバルとなる（学校から出場する場合は各校につき一団体のみという規定があり、本選出場権を賭けて（宇宙科学会側は敗れた時点で解散処分にもなる）学内予選を行うことになる）。
千鳥 水面（ちどり みなも）
声 - 成瀬未亜 / 柚原有里
5月1日生まれ  T155 B79/W56/H84
『すまいるCubic!』からの追加ヒロイン。1年生。標準語で話すが何故か一人称は「ウチ」。報道委員会委員長（新聞部に相当するが、幽霊委員ばかりであり実際に活動しているのは彼女のみ）として懸命にスクープネタを追いかけ、「内浜学園のパパラッチ」「一人バルカン半島」などと有り難くない異名で呼ばれるトラブルメーカー。空太や朋夏の中学からの後輩で、当時から新聞部で取材していた朋夏に憧れている一方で空太のことは敵視しておりよく蹴飛ばしている。情報通である上村のことは「出歯亀の上村」と呼んでライバル視している様子。宇宙科学会を「諸悪の根源」と呼び、動向をあれこれ取材している。
香椎 真澄（かしい ますみ）
声 - 喜多村英梨（PSP版のみ）
6月1日生まれ  T158 B98/W59/H85
PSP版の追加ヒロイン。2年生。上村の従姉妹で、空太のクラスへ転入してきた。上村のことは「実ちゃん」と呼んでいる。これまで軌道エレベーターを開発する両親に付いて長く南方の海上都市で暮らしていたが、両親より一足先に帰国して自宅で一人暮らし。おとなしい性格で人付き合いが苦手。かなりの方向音痴で、買い物に街へ出ただけでもすぐ迷子になってしまう。両親の影響で宇宙への興味が強いが、宇宙科学会が天体観測ではなくグライダー作りへ注力しているため失望している。

### サブキャラクター
上村 実（うえむら みのる）
声 - いちごみるく / 白石稔
2年生。空太と同じクラスの友人。人間観察が趣味で、空太のことは観察対象として気に入っているらしい。普段は空太と馬鹿な掛け合いをして遊んでいるが、頭脳の切れ味は鋭く必要に応じて種々の適切な助言をしてくれる。情報通でもあり、それらを活用した物事の調整能力も高い。どこかの学会の副会長らしいが、何をしているのかは秘密にしている。「うえむら」という自分の姓の呼ばれ方に強いこだわりを持つ（「う」の部分にアクセントを置いて呼んで欲しいようだが、空太や朋夏は「む」の部分を強くして呼んでおり、本人が何度指摘しても直してもらえない）。一人称に「某（それがし）」を用いることがあるなど、言葉遣いが少々古めかしいのも特徴。
教官（きょうかん）
声 - 比留間京之介 / 若本規夫
学園の特別非常勤講師。突然学園に現れ、宇宙科学会の顧問となってグライダー製作を指導する。部員には自分のことを「教官」と呼ばせている。沙夜子の古くからの知り合いで、普段は技術者をしているという。飛行中の事故により歩行が不自由になり杖を突いているが、変わることなく飛行機と空を愛し続けている。渋い大人とスケベ親父の両方の顔を持つ人物。本編では本名で呼ばれることはほとんどないが（沙夜子が空太との会話の中で彼を姓で呼ぶ場面が一度あり）、作品に付属しているエンサイクロペディア（用語集）で見ることが出来る。
ゴマぞう
声 - 安玖深音
朋夏所有のアザラシのぬいぐるみ。コンテスト本選に向けた合宿の際に朋夏が合宿所に持ち込んだ。
上村 五月（うえむら さつき）
声 - 理多
上村の妹。

## 世界観・用語
（出典：）
作品の背景
作品の時間軸は、近未来に設定されている（作中の記述や、PC版の予約特典冊子『Uchihama Trekker』では、2030年と示されている）。電池の分野で大きな技術革新があり、交通機関の主動力は石油エンジンから電気モーターへ移行し、自然環境が改善して綺麗な海や空が戻っている。また、モーターを積んだグライダーやパラグライダーなどのスカイスポーツやスカイレジャーが一般的になっており、各学校でも航空部が当たり前に存在する。
内浜市
東京都心から80km余りの距離にある、東京湾を望む海辺の街。かつては漁業と海水浴客で賑わい、物語の40年前に海岸沿いを埋め立てて大規模な工場用地が造成されたが、誘致に失敗して街は寂れてしまった。物語の時点では、広大な埋め立て地を利用したスカイレジャースポットとして人気になっている。
内浜学園
東葛市にある私立学園。設立時は内浜市の海辺の丘の中腹にあったが、街の衰退と不便な交通のため都心に近い東葛市へ移転した。旧校舎は「内浜研修センター」と改称され、学園や系列校の課外活動の場として使われている（本作品のグライダー製作作業や『失われた未来を求めて』は、この旧校舎を舞台としている）。学園の授業は単位制。体育系の部活は普通に「〜部」だが、文化系の部活は「〜学会」と命名する習慣になっている。生徒の自主性を重んじる校風だが、生徒は必ずいずれかの部・学会・委員会に所属することが義務づけられている。
純電気飛行コンテスト選手権大会
内浜市の内浜崎海浜公園で開催されるライトモーターグライダーの航空競技会。物語の時点で初開催で、大会のキャッチコピーは「CHALLENGE to HORIZON――水平線をめざせ！」。参加する機体の重量や大きさに関する条件はなく、規定のバッテリーとモーターのみ（改造などの手を加えることも禁止されている）を動力に使用して航続距離を競う。協賛企業の門真芝浦電気が動力源の高密度バッテリーを提供している。
ライトモーターグライダー（Light Motor Glider, LMG）
門真芝浦電気と中嶋航空工業が提唱する超軽量の動力滑空機。高密度バッテリーとモーターを搭載して小型・軽量化したモーターグライダーだが、機体サイズの具体的な基準は定まっていない。宇宙科学会では教官を通じてライトモーターグライダーのキットを入手し、製作を始める。

## スタッフ
『水平線まで何マイル?』（PC版）
- キャラクターデザイン・原画 - 深崎暮人
- 衣装デザイン・SDデザイン - 黒谷忍
- シナリオ - 南総鐡道
- 背景 - 草薙、吉田誠治
- 音楽 - Yack.、矢野雅士、けんせい、橋本鏡也、羽鳥風画
- ディレクター - 黒瀬ゆづき

『すまいるCubic!』
- キャラクターデザイン・原画 - 深崎暮人、成瀬未亜（千鳥水面のキャラクター原案）、さなり（ゴマぞう）
- 衣装デザイン・SDデザイン - 黒谷忍
- シナリオ - 神楽坂あお、奈落ハジメ、おざきれい、伊吹秀明、中村劉河
- 背景 - 吉田誠治、日野勝彦、草薙
- 音楽 - Yack.、水月陵、矢野雅士、けんせい、橋本鏡也、羽鳥風画
- ディレクター - cc
- プロダクトマネージャー - 森澤由菜

『水平線まで何マイル?』（PSP版）
- キャラクターデザイン・原画 - 深崎暮人、成瀬未亜（千鳥水面のキャラクター原案）
- 衣装デザイン・SDデザイン - 黒谷忍
- シナリオ - 南総鐡道、田中ロミオ
- 音楽 - Yack.、矢野雅士、けんせい、橋本鏡也、羽鳥風画、水月陵
- 背景 - 吉田誠治
- シナリオディレクター - 黒瀬ゆづき
- プロデューサー - 中川滋
- エグゼクティブプロデューサー - 浦野重信

## 主題歌
『水平線まで何マイル?』（PC版）
オープニングテーマ「Deep Blue Sky & Pure White Wings」
作詞・歌 - 片霧烈火 / 作曲・編曲 - 橋本鏡也
挿入歌「水平線まで何マイル?」
作詞・歌 - 茶太 / 作曲・編曲 - HIR
エンディングテーマ「青い空と白い翼」
作詞・歌 - 癒月 / 作曲・編曲 - 羽鳥風画
『すまいるCubic!』
オープニングテーマ「reach for the runway」
作詞・歌 - Rita / 作曲・編曲 - 羽鳥風画
エンディングテーマ「Canvas Akira Ver.」
歌 - Akira / 作詞 - KIYO / 作曲・編曲 - 水月陵
エンディングテーマ「Canvas KIYO Ver.」
作詞・歌 - KIYO / 作曲・編曲 - 水月陵
『水平線まで何マイル?』（PSP版）
オープニングテーマ「Miracle Gliders」
歌 - 喜多村英梨 / 作詞 - 大森祥子 / 作曲・編曲 - 河合英嗣
エンディングテーマ「Over〜夜空の約束〜」
歌 - 喜多村英梨 / 作詞 - 山崎寛子 / 作曲・編曲 - 河合英嗣